# Santiago Wanderers
Santiago Wanderers (celým názvem Club de Deportes Santiago Wanderers) je chilský fotbalový klub z města Valparaíso. Byl založen v roce 1892 a svoje domácí utkání hraje na stadionu Estadio Elías Figueroa Brander s kapacitou 23 000 diváků.
Klubové barvy jsou bílá a zelená.

## Úspěchy
Domácí
- 3× vítěz chilské Primera División (1958, 1968, 2001)[3]
- 2× vítěz chilského poháru (1959, 1961)[4]